# Lionel Terray
Lionel Terray (* 25. Juli 1921 in Grenoble; † 19. September 1965 im Vercors-Massiv) war einer der besten französischen Bergsteiger. Sein Name ist mit vielen extremen Routen in den Alpen (2. Durchsteigung der Eiger-Nordwand), aber auch mit Erstbesteigungen berühmter Berge wie dem Makalu (8485 m), dem Jannu (7710 m) oder dem Fitz Roy (3406 m) verbunden.

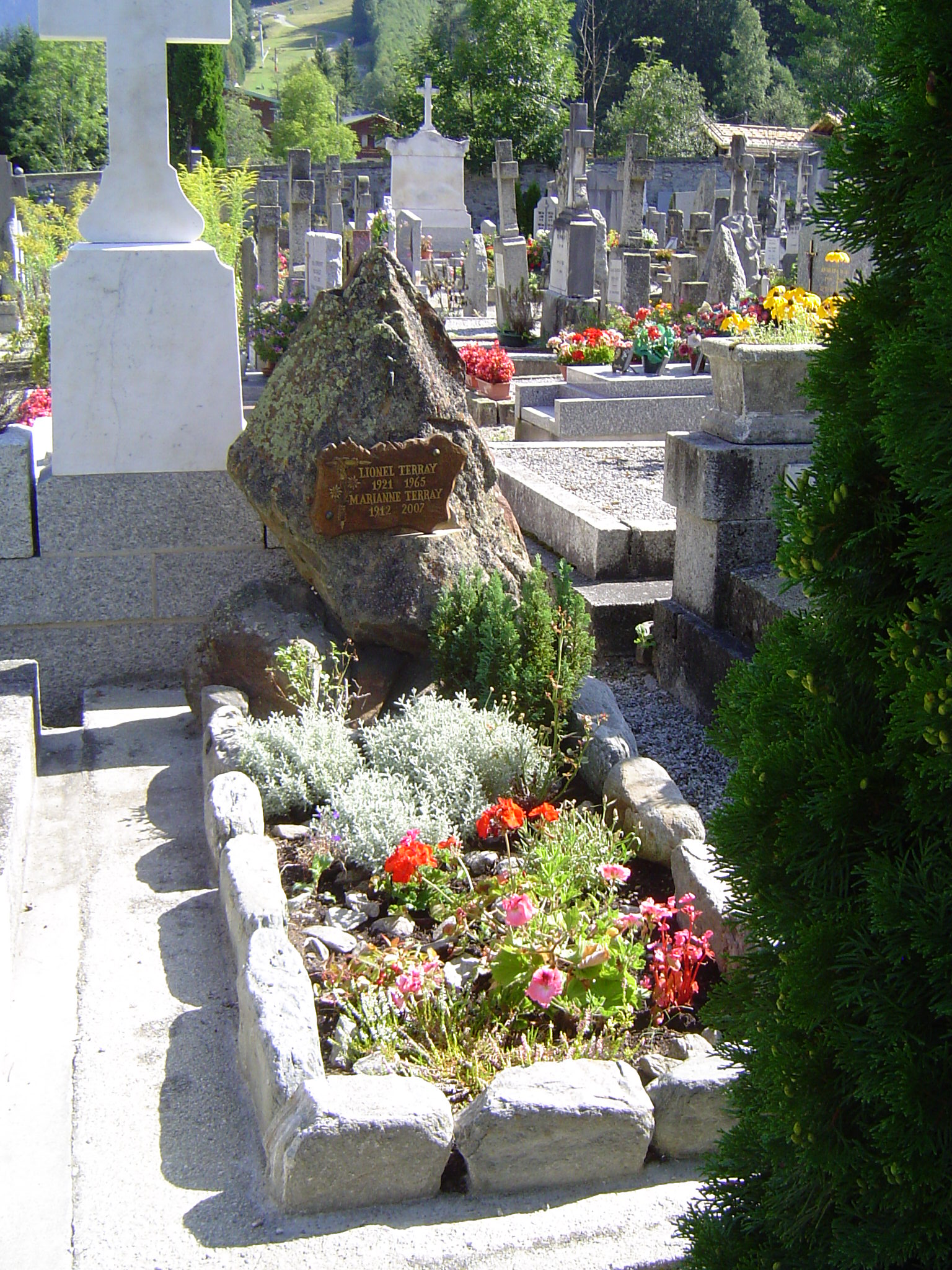
Terrays Grab in Chamonix

## Leben
Lionel Terray fing schon früh in seinem Leben mit dem Bergsport an: Bereits mit dreieinhalb Jahren stand er zum ersten Mal auf Skiern. In seiner Schulzeit ging er, so oft er konnte, zum Bergsteigen, auch wenn seine Eltern es ihm verboten. In den 1940er Jahren ließ er sich im Tal von Chamonix nieder und erwarb sich seinen Lebensunterhalt im Sommer als Bauer, im Winter als Skilehrer. 
1941 trat er in die „Jeunesse et Montagne“, eine 1940 gegründete militärische Einheit, ein und lernte dort Gaston Rébuffat kennen, der ihn in seiner alpinistischen Entwicklung stark beeinflusste.
1942 heiratete er eine Lehrerin aus Saint-Gervais-les-Bains. Am Zweiten Weltkrieg nahm Terray mit einem Ski-Bataillon an der Maurienne-Front teil.
Nach dem Krieg verschrieb sich Lionel Terray ganz dem Bergsteigen und wurde auch offizieller Bergführer. Zusammen mit Louis Lachenal gelangen ihm zahlreiche Touren, die zur damaligen Zeit zum Schwierigsten zählten, was man als Extrembergsteiger bewältigen konnte, so z. B. die Eiger- oder die Grandes Jorasses-Nordwand. 1946 wurde Terray Skilehrer und verließ für wenige Jahre seine Heimat, um in Québec als Betreuer der Ski-Nationalmannschaft zu arbeiten.
1950 nahm Terray an der berühmten französischen Expedition zur Annapurna (8091 m) teil, an der auch Maurice Herzog, Louis Lachenal, Gaston Rébuffat, Marcel Schatz, Jean Couzy, Jacques Oudot und Marcel Ichac beteiligt waren und die zum ersten Mal überhaupt zur Besteigung eines Achttausenders führte.
1952 gelang ihm zusammen mit Guido Magnone die Erstbesteigung des Fitz Roy in Patagonien, 1955 mit Jean Couzy jene des Makalu.
1959 war Terray Mitglied einer Expedition, die sich die Erstbesteigung des Jannu (7710 m) zum Ziel setzte. Diese scheiterte zwar, doch kehrte Terray 1962 mit einer eigenen Expedition zum Jannu zurück, konnte am 28. April die Erstbesteigung durch René Desmaison, Paul Kellar und Robert Paragot verbuchen und erreichte einen Tag später schließlich auch selbst den Gipfel. 
1965 stürzte Terray zusammen mit seinem Freund Marc Martinetti am Arêtes du Gerbier im Vercors-Massiv in den französischen Voralpen tödlich ab.
Sehr bekannt ist der Titel eines Buches von Lionel Terray, der immer wieder zitiert und als Definition des Bergsteigens schlechthin angesehen wird: Die Eroberung des Unnützen. (Der Originaltitel des Buches lautet Les Conquérants de l'inutile, also eigentlich Die Eroberer des Unnützen.)

## Besondere alpinistische Leistungen
- 1942 – Erstbegehung der Nordost-Flanke des col du Caïman
- 1942 – Erstbegehung der Westwand der Aiguille Purtcheller
- 1944 – Erstbegehung des Ostnordost-Pfeilers des Pain de sucre
- 1944 – Erstbegehung in der Nordwand der Aiguille des Pèlerins
- 1946 – Nordpfeiler der Droites zusammen mit Louis Lachenal in nur acht Stunden
- 1946 – Grandes Jorasses-Nordwand
- 1947 – Dritte Begehung der Nordwand des nant blanc an der Aiguille Verte
- 1947 – Zweite Begehung der Eiger-Nordwand zusammen mit Louis Lachenal
- 1950 – Teilnahme an der erfolgreichen Annapurna-Expedition. Lionel Terray trug einen großen Anteil am Gipfelerfolg von Lachenal und Herzog
- 1952 – Besteigung des Aconcagua
- 1952 – Erstbesteigung des Fitz Roy zusammen mit Guido Magnone
- 1952 – Erstbesteigung des Nevado Huantsán (6395 m) in der Cordillera Blanca mit Cees Egeler und Tom de Booy
- 1954 – Erstbesteigung des Kangchungtse (7678 m, mit Jean Franco) und des Chomolonzo (7790 m, mit Jean Couzy) im Makalu-Massiv
- 1955 – Erstbesteigung des Makalu zusammen mit Jean Couzy am 15. Mai. Dies war die erste Achttausender-Expedition, bei der alle 9 Teilnehmer den Gipfel erreichten
- 1956 – Erstbesteigung des Chacraraju West (6112 m) am 31. Juli mit Maurice Davaille, Claude Gaudin, Raimond Jenny, Robert Sennelier und Pierre Souriac[1] und Besteigung des Taulliraju (5830 m) in Peru
- 1959 – Versuch am Jannu; die Expedition wurde auf 7350 m zur Umkehr gezwungen
- 1962 – Erstbesteigung des Jannu (7710 m) unter Terrays Leitung am 28. April; er selbst erreichte einen Tag später den Gipfel
- 1962 – Erstbesteigung des Chacraraju Ost (6001 m) am 5. August mit René Dubost, Paul Gendre, Guido Magnone und Jacques Soubis[1]
- 1962 – Erstbesteigung des Nilgiri Nord (7061 m) am 19. Oktober mit Holger van Lookeren Campagne, Paul van Lookeren Campagne, Peter van Lookeren Campagne und Wangdi Sherpa[2]
- 1964 – Erstbesteigung des Mount Huntington (3731 m) in Alaska

## Schriften
- Les Conquérants de l'inutile. Dt. Übers. von Herbert Stifter: Vor den Toren des Himmels. Von den Alpen zum Annapurna. München, Nymphenburger Verlagshandlung, 1965.
Neuausgabe (mit einer Einleitung von Luis Trenker) unter dem Titel: Große Bergfahrten. München, Nymphenburger Verlag 1975. ISBN 3485017590
Engl. Übers.: Conquistadors of the Useless. Baton Wicks Publications. ISBN 1898573387; Mountaineers Books, ISBN 0898867789